# القاعدة اليمانية (أفلح الشام)

تعديل مصدري - تعديل

القاعدة اليمانية هي إحدى قرى عزلة بني حربي بمديرية أفلح الشام التابعة لمحافظة حجة، بلغ تعداد سكانها 272 نسمة حسب تعداد اليمن لعام 2004.